# Bagnet S71/84
Seitengewehr 71/84 (S71/84) – niemiecki krótki bagnet nożowy wprowadzony na wyposażenie w 1884 r. o nowatorskiej konstrukcji wykorzystującej zatrzask typu Weyersberg, oraz znacznie krótszą w porównaniu z innymi bagnetami głownię. Uznawany za protoplastę nowoczesnych bagnetów.

## Historia
Praktycznie od początku swojego istnienia bagnety były bronią stosunkowo długą, umożliwiającą efektywną walkę wręcz piechoty z uzbrojoną w lance kawalerią. Pod koniec XIX w. w wyniku gwałtownego rozwoju broni strzeleckiej, szarże kawalerii straciły na znaczeniu, a długie bagnety straciły rację bytu (mimo to nielogicznie nadal zachowując swoją niepraktyczną już długość). W związku z tym decydenci armii niemieckiej postanowili zastąpić używane dotychczas ponad półmetrowe bagnety S71 nowymi krótkimi (~375 mm) bagnetami nożowymi. Nowo opracowany bagnet S71/84 przyjęto na wyposażenie w 1884 r. wraz z nowymi karabinami Mauser Gew71/84. 
Jednakże już w 1890 r. bagnety te zostały wycofane ze służby ze względu na wprowadzenie w armii francuskiej nowego długiego bagnetu kolnego Mle 1886, uznając iż żołnierze niemieccy powinni zostać wyposażeni na powrót w analogicznie długą broń. Do służby przywrócono stare bagnety S71 natomiast S71/84 zostały zmagazynowane lub skierowane do jednostek tyłowych. W 1910 r. na powrót doceniono ich użyteczność, wykorzystując ich krótkie głownie do produkcji bagnetów S84/98, a także przywracając oryginalne S71/84 do służby w czasie I wojny światowej.
Doświadczenia wojenne wykazały daleko większą praktyczność bagnetów krótkich, względem ich dłuższych poprzedników, przez co konstrukcja S71/84 wpłynęła na późniejszy rozwój krótkich bagnetów nożowych, które są najpopularniejszą formą tego typu broni po czasy współczesne.

## Konstrukcja
Jest to jeden z pierwszych krótkich bagnetów wyprodukowanych w Europie. Głownia o długości 250 mm, jest jednosieczna z dwustronnym zbroczem i centrycznym sztychem. Bagnet posiada jelec stalowy bez zagięcia z przodu. Montaż bagnetu na broni ułatwia pierścień do osadzania bagnetu na lufie. Rękojeść wykonano z drewna (okładziny) i stali. W bagnecie S71/84 zastosowano nowatorski mechanizm montażu do karabinu (opatentowany w roku 1882 przez braci Weyersberg). Polega on na zastosowaniu zęba blokady umieszczonego na sprężynie wewnątrz głowicy. Nacisk na przycisk powoduje schowanie się zęba. Zwolnienie nacisku blokuje bagnet na broni. 
Pochwę wykonano z barwionej na czarno skóry.
Powstała też wersja podoficerska bagnetu. Różni się ona głownią, którą wyposażono w piłę z 46 zębami.